# Новонатальин
Новонатальин — посёлок в Кагальницком районе Ростовской области.
Входит в состав Кировского сельского поселения.

## География

### Улицы
- ул. Калинина,
- ул. Лермонтова,
- ул. Некрасова,
- ул. Пушкина,
- ул. Садовая,
- ул. Светлая.

## История
В 1987 г. указом ПВС РСФСР поселку первого отделения совхоза имени Вильямса присвоено наименование Новонатальин.

## Население
| 2010 |
| ---- |
| 258  |